# 陈达 (水浒传)
陈达，小说《水浒传》中人物，邺城人氏，外號「跳涧虎」，善使點鋼槍，同朱武、杨春在少华山落草为寇。在攻打史家庄时被史进活捉，由朱武與楊春出面求情救回，同时三人也和史进成了好友。后来在梁山军马闹华州时归顺梁山。受招安后，在征讨方腊时被庞万春，雷炯，计稷等人射死在关下。

## 影视形象
- 2011年版《水浒传》：张小敏
- 2013年版《武松》：宋学东